# Khatsos
Les Khatsos (chinois : 喀卓人 ; pinyin : kāzhuó rén ou 卡卓人, kǎzhuó rén), également appelés Mongols du Yunnan (云南蒙古人, Yúnnán Mēnggǔ rén), sont les descendants de la dynastie Yuan de l'Empire mongol. 
Avant le milieu du XIIIe siècle, le Yunnan était divisé en de nombreux états guerriers indépendants, comme le Nanchao et le Royaume de Dali. L'Empire mongol sous le règne de Mongke Khan a conquis le Royaume de Dali en 1253.  Jusqu'en 1273, un prince Chinggisid a reçu la vice-royauté sur le secteur. Kublai Khan a nommé le premier gouverneur du Yunnan en 1273, le turkmène Sayid Ajall. Le Yunnan et le Hunan étaient des bases principales pour les conquêtes mongoles en Indochine. À l’époque Yuan, il était appelé le district du Yunnan, et Kunming était son siège principal. Après l'exclusion des Mongols de Chine, la dynastie Ming a détruit les partisans Yuan dans le Yunnan et l’a occupé sous le règne de Basalawarmi en 1381.